# 摩星嶺巴士總站
摩星嶺巴士總站（英語：Felix Villas Bus Terminus）位於香港中西區摩星嶺域多利道南行前皇家香港警察政治部域多利拘留所（俗稱「白屋」）對面、摩星嶺徑及摩星嶺道交界處之間。
目前此站是城巴5B線的摩星嶺總站，設於路邊停車灣內，是港島地處最西的巴士總站；而中英文站名並不相符，中文名稱為「摩星嶺」，英文名稱卻非「Mount Davis」，而使用「Felix Villas」，亦即摩星嶺道61號之香港大學教職員宿舍「緋荔榭」（或稱「福利別墅」）。
此站只設有候車亭及一座流動廁所。現時有一條巴士路線以此為總站。
雖然新巴3A線以「摩星嶺」為總站，但本身並不停靠此站，而是以附近一個稱為「域多利道，摩星嶺道」的巴士站為總站。
此外，雖然摩星嶺的正式英文名稱為Mount Davis，但城巴以總站附近的香港大學教職員宿舍「福利別墅」的英文名稱「Felix Villas」命名此站。

## 歷史
- 2004年5月31日：城巴5A線總站由此縮短至從堅尼地城（卑路乍灣）巴士總站開出，不再使用此站。城巴5號線總站由堅尼地城巴士總站延長至從此開出[2]。
- 2015年5月10日：城巴5號線取消服務，城巴1號線總站由堅尼地城巴士總站延長至此站開出。
- 2024年10月6日：城巴1號線總站縮短至中環（港澳碼頭），城巴5B線總站延長至此站。

## 總站路線資料

### 城巴5B線
- 摩星嶺 ↔ 銅鑼灣（香港大球場）

1968年投入服務，2024年10月6日延長至此，現時由城巴營運，途經堅尼地城、石塘咀、西營盤、上環、中環、金鐘、灣仔及銅鑼灣，為香港島區流水路線之一。